# Utica, Minnesota
Utica là một thành phố thuộc quận Winona, tiểu bang Minnesota, Hoa Kỳ. Năm 2010, dân số của thành phố này là 291 người.

## Dân số
- Dân số năm 2000: 230 người.
- Dân số năm 2010: 291 người.